# Charaxes toyoshimai
Charaxes toyoshimai är en fjärilsart som beskrevs av Robert H. Carcasson 1964. Charaxes toyoshimai ingår i släktet Charaxes och familjen praktfjärilar. Inga underarter finns listade i Catalogue of Life.